# Maria de Lurdes Correia Fernandes
Maria de Lurdes Correia Fernandes (* 1958 in Chave) ist eine portugiesische Literaturwissenschaftlerin.

## Leben
Maria de Lurdes Correia Fernandes wurde 1992 in portugiesischer Kultur promoviert und die „Agregação“ in portugiesischer und spanischer Kultur 2004 erteilt. Seit 2005 ist sie ordentliche Professorin an der Universität Porto, Fakultät für Geisteswissenschaften. Von 2005 bis 2006 war sie Dekanin der Fakultät. Von Juni 2006 bis Juni 2014 war sie Vize-Rektorin der Universität Porto, und erneut von Juni 2018 bis Juli 2021.
Sie war von 2002 bis 2008 zudem Vorsitzende des Instituts für Iberische Studien und Herausgeberin der Zeitschrift Península: Revista de Estudos Ibéricos. Darüber hinaus war sie von 2008 bis 2014 Vorsitzende des Verwaltungsrats der Fundação Arquitecto José Marques da Silva.
Zu ihren Forschungsschwerpunkten gehören Literatur und Kultur des "Siglo de Oro", Iberische Kulturgeschichte (Frühe Neuzeit) und Religionsgeschichte und Religionsgeschichte (15.–18. Jahrhundert).
2018 wurde sie vom spanischen König Felipe VI. im Rahmen der Homenajes al Hispanismo Internacional (spanisch etwa für: Ehrungen des internationalen Spanientums) für ihre Arbeiten und Verdienste ausgezeichnet. Papst Franziskus berief sie als erste Portugiesin im Jahr 2013 in das Päpstliche Komitees für Geschichtswissenschaft.
Maria de Lurdes Correia Fernandes ist verheiratet und lebt in Arouca, der Kreisstadt ihrer Heimatgemeinde Chave.

## Schriften (Auswahl)
- Espelhos, Cartas e Guias Casamento e Espiritualidade na Península Ibérica 1450-1700. Instituto de Cultura Portuguesa, Faculdade de Letras da Universidade do Porto 1995, ISBN 972-9350-17-5
- Cultura escrita, património documental e espiritualidade monástica feminina (séculos XV-XIX). A "Livraria" do Mosteiro de Santa Maria de Arouca, O. Cister. 2023.'
- A biblioteca de Jorge Cardoso (1669), autor de Agiológio Lusitano : cultura, erudição e sentimento religioso no Portugal Moderno. Universidade do Porto, Porto 2000, ISBN 978-972-9350-47-4.